# День украинского кино
«День украинского кино» (укр. «День українського кіно») — национальный профессиональный праздник, который отмечается на Украине ежегодно во вторую субботу сентября.
«День украинского кино» получил статус официального государственного профессионального праздника в 1996 году. 12 января 1996 года, в Киеве второй президент Украины Л. Д. Кучма подписал Указ № 52/96 «Про День украинского кино», который предписывал отмечать эту дату ежегодно во вторую субботу сентября. В указе главы государства Леонида Кучмы в частности говорилось, что новый профессиональный праздник в стране вводится «в поддержку инициативы работников кинематографии Украины».
История украинского кинематографа началась в сентябре 1896 года в Харькове, где фотограф Альфред Федецкий снял несколько короткометражных документальных сюжетов, а в декабре в Харьковском оперном театре им же был устроен первый публичный киносеанс в Российской империи. 1930 год был ознаменован показом первого звукового фильма «Симфония Донбасса» режиссёра Д. Вертова.
Леонид Кучма в 2004 году накануне «Дня украинского кино» сказал:

Развитие современной культуры немыслимо без кинематографа, его многогранного влияния на духовную жизнь общества. Отечественное кино, находясь сегодня в состоянии поиска путей самовыражения и утверждения, активно стремится проложить дорогу на украинские и мировые экраны. Сочетание незабываемых традиций и творческих усилий режиссёров, актеров, художников должно стать основой для будущих достижений украинского киноискусства и кинопроизводства.